# Atractomorpha micropenna
Atractomorpha micropenna är en insektsart som beskrevs av Zheng, Z. 1992. Atractomorpha micropenna ingår i släktet Atractomorpha och familjen Pyrgomorphidae. Inga underarter finns listade i Catalogue of Life.